# Mateusz Kotecki
Mateusz Jan Kotecki (ur. 1 października 1983 w Gdańsku) – polski urzędnik państwowy i działacz sportowy, od 2025 podsekretarz stanu w Kancelarii Prezydenta RP.

## Życiorys
Uczył się razem z Karolem Nawrockim w jednej klasie w IV Liceum Ogólnokształcącym w Gdańsku. W 2007 ukończył stosunki międzynarodowe na Akademii Marynarki Wojennej im. Bohaterów Westerplatte w Gdyni. Kształcił się podyplomowo w zakresie zarządzania sportem na Akademii Wychowania Fizycznego i Sportu w Gdańsku oraz na studiach typu Master of Business Administration na Akademii Jagiellońskiej w Toruniu.
Zajmował się działalnością sportową, był specjalistą marketingu sportowego i założycielem szkółki piłkarskiej. W 2017 został członkiem komisji odwoławczej ds. licencji klubowych w Pomorskim Związku Piłki Nożnej. Zasiadał w radzie dzielnicy Wrzeszcz Dolny, w 2014 i 2024 kandydował do rady miejskiej Gdańska z ramienia Prawa i Sprawiedliwości. Był również asystentem posła Andrzeja Jaworskiego. W latach 2017–2021 pracował w Muzeum II Wojny Światowej w Gdańsku jako specjalista sprzedaży i wiceszef działu prawno-administracyjnego. W 2021 został zastępcą dyrektora Biura Prezesa Instytutu Pamięci Narodowej, a w kolejnym roku dyrektorem działu kadr. Tymczasowo pełnił obowiązki dyrektora oddziałów Instytut Pamięci Narodowej w Lublinie (2021–2022) i Łodzi (2023). Został członkiem rady Muzeum Żołnierzy Wyklętych i Więźniów Politycznych PRL.
7 sierpnia 2025 został powołany na stanowisko podsekretarza stanu w Kancelarii Prezydenta Rzeczypospolitej Polskiej.